# Distrito Histórico de Palmer Park Apartment Building
El Distrito Histórico de Palmer Park Apartment Building es un distrito histórico ubicado en Detroit, la ciudad más grande del estado de Míchigan (Estados Unidos). Está delimitado aproximadamente por Pontchartrain Boulevard al occidente, McNichols Road al sur y Covington Drive al nororiente. Un aumento del límite movió el límite oriental a Woodward Avenue. El distrito exhibe algunos de los ejemplos más ornamentados y variados de diseño de edificios de apartamentos en Míchigan, y fue incluido en el Registro Nacional de Lugares Históricos en 1983 (con un aumento de límites en 2005). 

## Historia
El terreno en el que se encuentra este distrito histórico, así como el adyacente Palmer Park y el cercano Palmer Woods, perteneció a Thomas W. Palmer, un rico detroitino y ex senador de los Estados Unidos. Palmer quería parcelarlo, pero murió en 1913. A continuación, Walter Briggs compró esta parte de la propiedad. En 1925, Briggs contrató a Albert Kahn para diseñar un edificio de apartamentos (situado en 1001 Covington, el cual se convirtió en condominios en 2005). En total, 40 edificios fueron construidos por arquitectos como Weidmaier y Gay, Robert West y William Kapp. La mayoría se construyeron en las décadas de 1920 y 1930, pero el desarrollo continuó hasta 1965.
Hubo un tiempo en que Palmer Park tenía una gran comunidad LGBT y varios bares, librerías y restaurantes propiedad de homosexuales. En ese momento, la única forma de adquirir un apartamento en la zona es si previamente se conocía a otro residente del complejo. La delincuencia y el acoso policial aumentaron en la década de 1980 y los homosexuales comenzaron a irse. 
Wendy Case de Metro Times dijo: "Pregúntele a tres personas diferentes qué pasó con Palmer Park y obtendrá tres respuestas diferentes. Pero todos finalmente estarán de acuerdo en que el crimen es lo que desmanteló la oportunidad de Detroit de tener un renacimiento gay similar a los de San Francisco y Nueva York. Los gloriosos edificios de apartamentos art decó que alguna vez tuvieron un precio alto siguen allí, pero ya no es necesario "conocer a alguien" para obtenerlos. Solo tienes que pagar unos 300 dólares y estar dispuesto a vivir entre un hermoso parque y una impía miseria urbana"
Craig Covey, exmiembro del consejo de la ciudad de Ferndale, y ahora ejecutivo del condado de Oakland, dijo que la mayoría de los ex residentes homosexuales de Palmer Park "tendían a moverse por la Avenida Woodward y se radicaron en Ferndale, Royal Oak y Birmingham dependiendo de su posibilidades económicas. La gente de clase media vino a Ferndale y Pleasant Ridge, como lo hice yo ". El festival LGBT anual "Hotter Than July! " se lleva a cabo en Palmer Park; el festival afirma que atiende a los "amantes negros del mismo género".

## Descripción
Los edificios dentro del distrito fueron diseñados principalmente para residentes de clase media y media alta. Son principalmente estructuras de 5 y 6 pisos e incorporaron la última tecnología residencial. La arquitectura, sin embargo, varía en el ámbito de lo exótico, con estilos como historicistas como neoegipcio, neocolonial británico, neomediterránea, neoveneciano, neotudor y neoárabe, así como edificios Art Moderne e internacional de 1930 severamente sencillos.

## Educación
Palmer Park se encuentra dentro del distrito de las Escuelas Públicas de Detroit. Los residentes se dividen en zonas a Palmer Park Preparatory Academy, anteriormente Barbara Jordan School, para la escuela primaria y secundaria. Todos los residentes están divididos en zonas para Mumford High School. Palmer Park es operado por maestros y no por un administrador principal.

## Galería

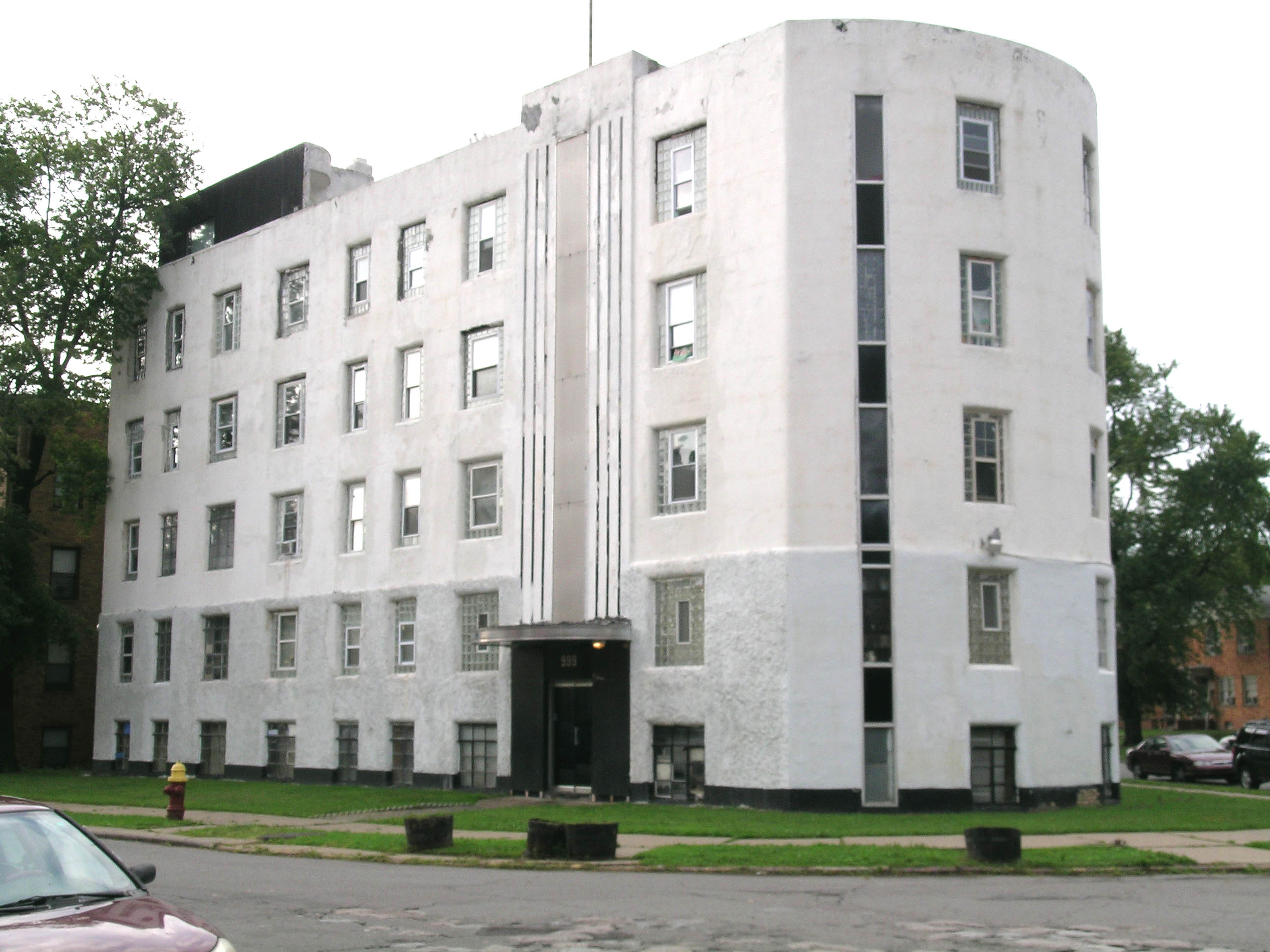
Edificio de apartamentos en Whitmore y Manderson
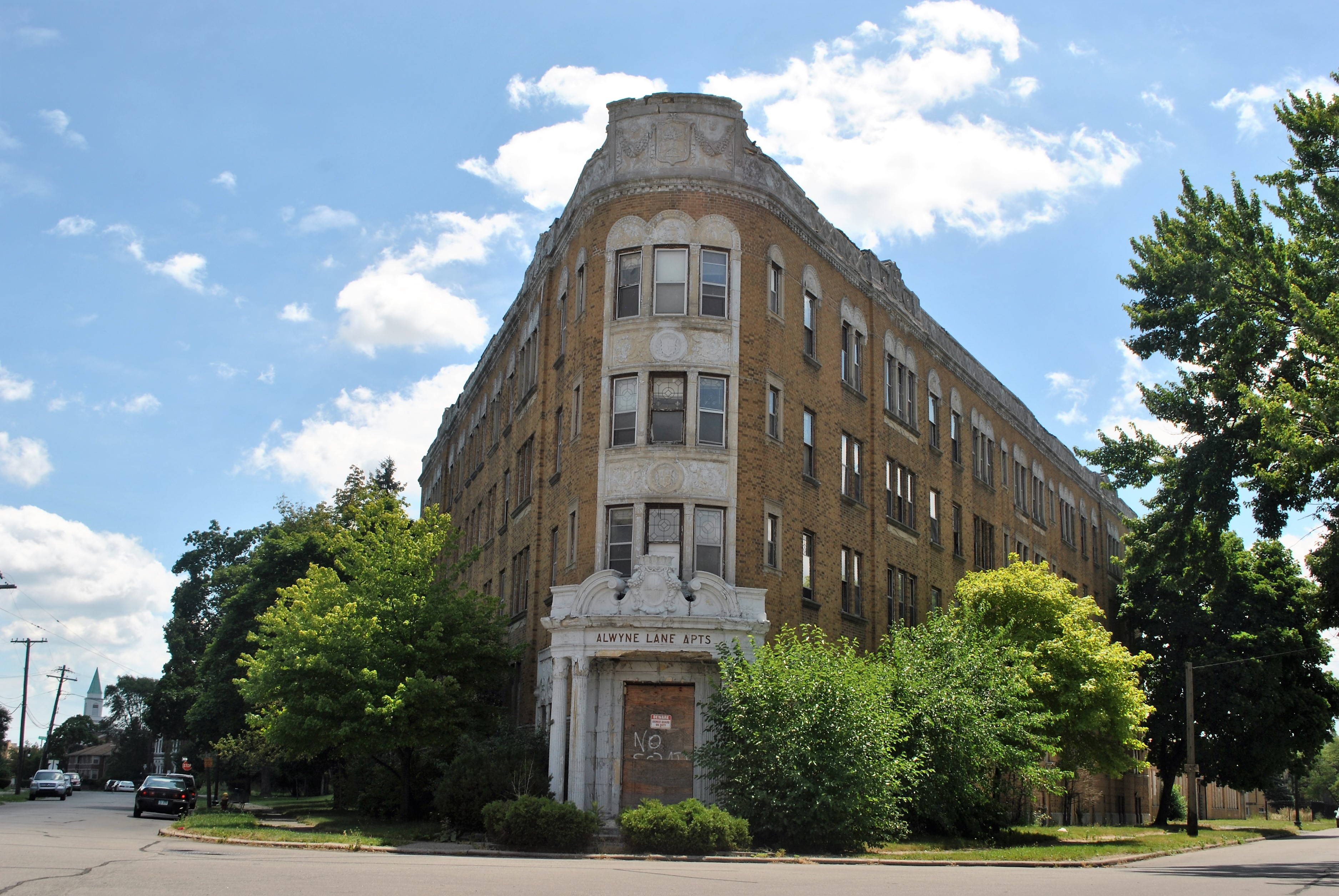
Apartamentos en Alwyne Lane
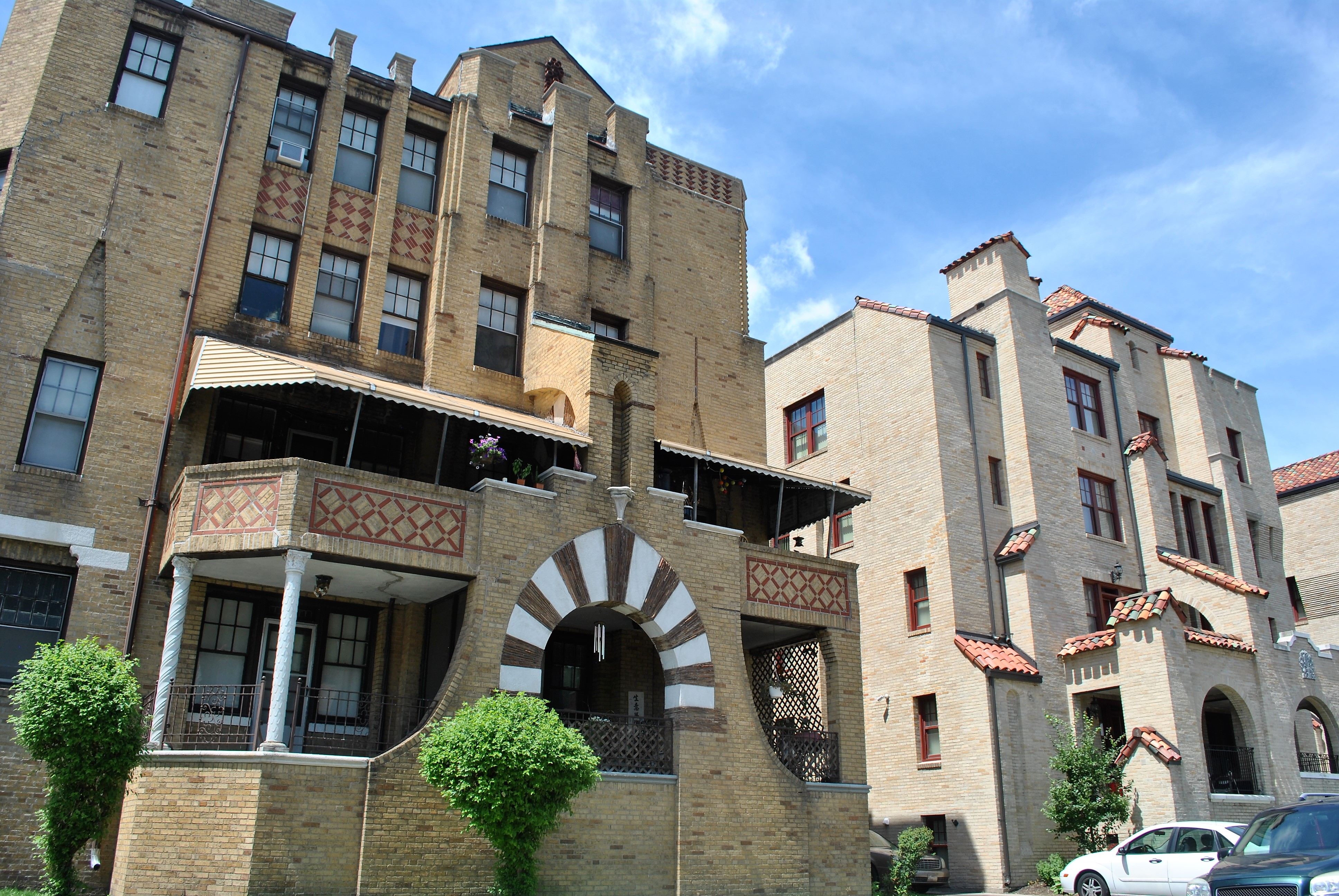
Apartamentos de estilo neoárabe
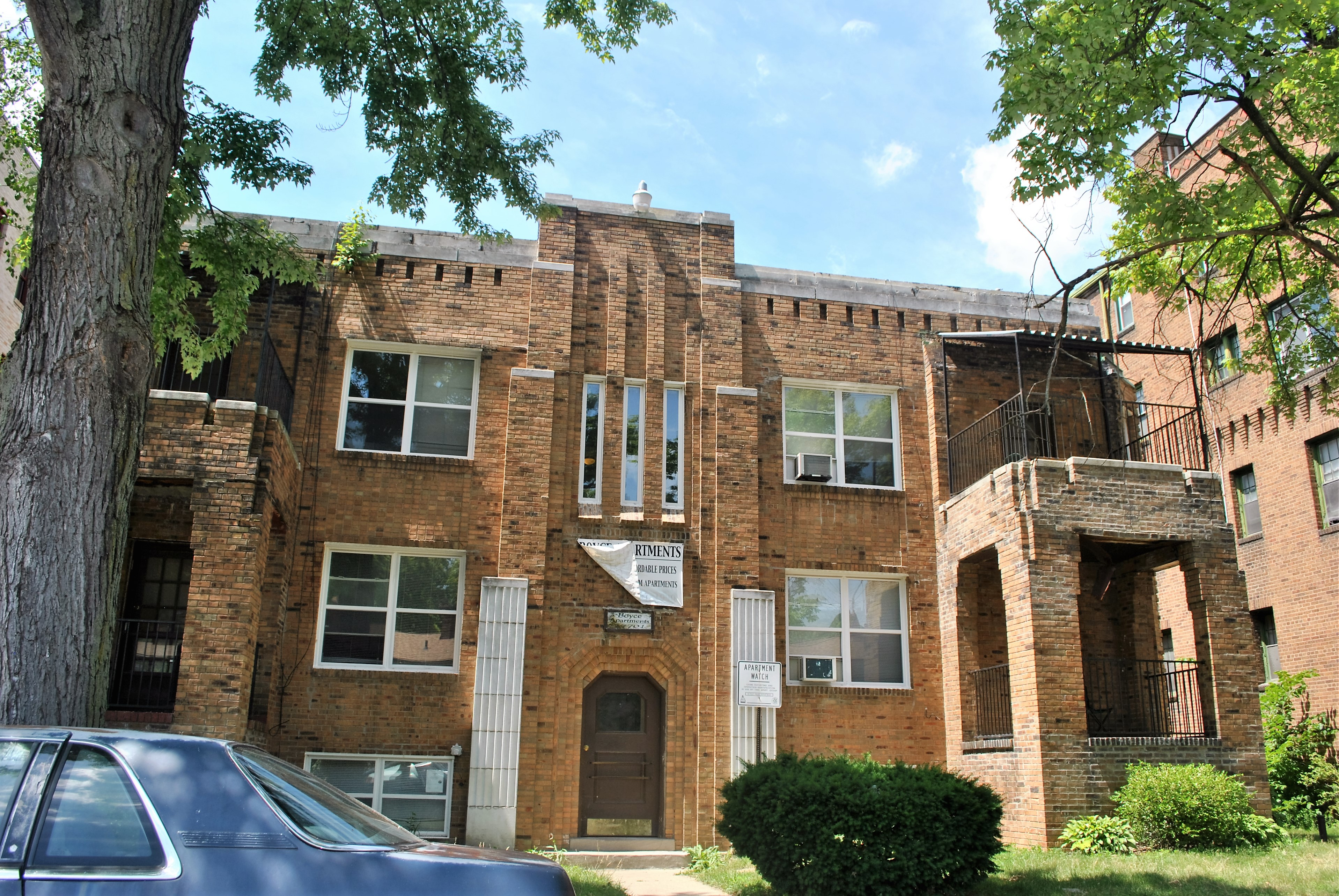
Apartamentos en Boyce